# Ejectiva alveolar
L'ejectiva alveolar és un tipus de so consonàntic, usat en algunes llengües parlades. El seu símbol en l'Alfabet Fonètic Internacional per representar aquest so és ⟨tʼ⟩.

## Característiques
Les característiques de l'ejectiva alveolar són les següents:
- hi ha quatre variants específiques de [ť]:
  - Consonant dental, el que significa que s'articula amb la punta o la fulla de la llengua a les dents superiors, anomenades respectivament apical i laminal.
  - Consonant dentoalveolar, el que significa que s'articula amb la fulla de la llengua a la carena alveolar, i la punta de la llengua darrere de les dents superiors.
  - Consonant alveolar, el que significa que s'articula amb la punta o amb la fulla de la llengua a la carena alveolar, anomenada respectivament apical i laminal.
  - Consonant postalveolar, la qual cosa significa que s'articula amb la punta o la fulla de la llengua darrere de la carena alveolar, anomenada respectivament apical i laminal.

## Ocurrència

### Dental o denti-alveolar
| Llengua | Llengua | Mot      | AFI      | Significat | Notes                                                        |
| ------- | ------- | -------- | -------- | ---------- | ------------------------------------------------------------ |
| Dahalo  | Dahalo  | [t̪ʼat̪t̪a] | [t̪ʼat̪t̪a] | 'cabell'   | Laminal Denti-alveolar, que contrasta amb ejectiva alveolar. |

### Alveolar
| Llengua   | Llengua           | Mot          | AFI               | Significat  | Notes                                                        |
| --------- | ----------------- | ------------ | ----------------- | ----------- | ------------------------------------------------------------ |
| Adigué    | Adigué            | ятӀэ         | [jaːtʼa] (?·pàg.) | 'brutícia'  |                                                              |
| Amhàric   | Amhàric           | ጥጃ           | [tʼəd͡ʒa]          | 'vedell'    |                                                              |
| Armeni    | Dialecte erevanès | տիկ          | [tʼikʼ]           | 'odre'      | Correspon a [t⁼] en alteres dialectes orientals de l'armeni. |
| Dahalo    | Dahalo            | [t̺ʼirimalle] | [t̺ʼirimalle]      | 'aranya'    | Apical, contrasta amb laminal ejectiva-denti alveolar.       |
| Georgià   | Georgià           | ტიტა         | [tʼitʼa]          | 'tulipà'    |                                                              |
| Haida     | Haida             | qqayttas     | [qʼajtʼas]        | 'bàsquet'   |                                                              |
| Kabardí   | Kabardí           | тӀы          | [tʼə] (?·pàg.)    | 'ram'       |                                                              |
| Khvarxi   | Khvarxi           | ?            | [tʼaja]           | 'per caure' |                                                              |
| Nez percé | Nez percé         | tʼeyíitʼeyii | [tʼæˈjiːtʼæjiː]   | 'pis'       |                                                              |